# Jacob Binckes
Jacob Binckes, né à Koudum en Frise et 1637 et mort à Tobago le 12 décembre 1677, est un officier de marine hollandais du XVIIe siècle. Marin frison, Binckes sert dans l'amirauté d'Amsterdam.

## Biographie
Jacob Binckes prend part en tant que capitaine aux deux invasions de l'Angleterre par les Provinces-Unies en 1667, lors du raid sur la Medway pendant la deuxième guerre anglo-néerlandaise. Il est commandant du bateau néerlandais Gouden generatie appartenant à la marine néerlandaise.
Il est toujours capitaine lorsqu'il capture, en 1673, en compagnie de Cornelis Evertsen de Jongste (Keesje de Duivel/Keesje le Diable), la ville de New York qui est rebaptisée alors New Orange. Mais la ville est rendue à la couronne anglaise en 1674 par les Provinces-Unies en vertu du traité de Breda de 1667.
Le 3 mars 1677, pendant la guerre de Hollande, en tant que commodore sur son navire amiral, le Beschermer, il affronte la flotte française lors de la bataille de Tabago, qui est alors un établissement hollandais connu sous le nom de Nieuw Walcheren. Il affronte à nouveau les Français le 12 décembre 1677 et est tué au cours du combat.

## Sources
- (nl) Cet article est partiellement ou en totalité issu de l’article de Wikipédia en néerlandais intitulé « Jacob Binckes » (voir la liste des auteurs).